# Monze (Aude)
Monze település Franciaországban, Aude megyében. Lakosainak száma 243 fő (2022. január 1.). Monze Fajac-en-Val, Floure, Fontiès-d’Aude, Mas-des-Cours, Montirat és Val-de-Dagne községekkel határos.

## Népesség
A település népessége az elmúlt években az alábbi módon változott:
| Lakosok száma | 162  | 144  | 166  | 184  | 210  | 222  | 227  | 230  | 234  | 243  |
|               | 1968 | 1982 | 1990 | 2006 | 2013 | 2015 | 2017 | 2019 | 2020 | 2022 |